# Bătălia de la Periș
Bătălia de la Periș a avut loc în Periș, Țara Românească, pe data de 24 august 1546, când mulți boieri fugiți în Ungaria și Transilvania, au vrut să îl răstoarne de pe tron pe Mircea Ciobanul.

## Pretext
După ce Mircea Ciobanul a devenit voievod al Țării Românești, el a poruncit să fie uciși mulți boieri printre care: Coadă Vornicul, Radul Comisul, Dragul Stolnicul, Stroe Spătarul, și Vintilă Comisul. Înainte de a fi uciși ei au fost torturați pentru a spune unde se ascund banii și bijuteriile ascunse pentru a fi vărsate la tezaur. După acest eveniment, mulți boieri au fugit în Ungaria și în Transilvania, de unde încearcă să îl dea jos de două ori pe voievod. Prima încercare a fost la Periș iar a doua la Milostea.

## Desfășurare
Pe data de 24 august 1546, oastea boierilor se afla la Periș. Oastea lui Mircea Ciobanul a atacat oastea boierilor prin surprindere și a nimicit-o.